# La Colmena (periódico)
La Colmena fue un periódico español impreso en Madrid entre el 17 de marzo y el 14 de junio de 1820, al comienzo del llamado Trienio Liberal (1820-1823).
Lo fundaron dos escritores nacidos en Ciudad Real, el notario eclesiástico y futuro escritor Félix Megía (1776-1853) y el abogado de los Reales Consejos y poeta Fernando Leandro Camborda y Núñez (1769-1823), un afrancesado al que erróneamente se llama alguna vez en la literatura de la época "Francisco" Camborda y a quien se deben principalmente los versos de la sección "Picotazos". 
La Colmena editó su primer número el 17 de marzo de 1820 poco después de la jura de Fernando VII de la Constitución de 1812 el nueve de marzo, momento en que se autoriza la prensa. Constaba de ocho páginas y salía dos veces por semana (martes y viernes) de la Imprenta de Repullés, y luego de la de Vega y Compañía; desde el ocho de mayo se volvió diario y se imprimió definitivamente en la Imprenta de la Viuda de Aznar hasta su desaparición el 14 de junio de 1820 tras haber editado 53 números.
Muestra un carácter liberal moderado que progresivamente se irá volviendo más exaltado. Es anticlerical y crítico con la Inquisición. Recoge noticias oficiales y de otros periódicos, incluso extranjeros. Poseía secciones fijas como "Constitución", "Política", "Historia", "Elecciones" o "Variedades", publicando también sátiras en verso (la sección "Picotazos") y los procesos de las conspiraciones liberales de entre 1814 y 1820: la causa de Ramón Vicente Richart, llamada también Conspiración del Triángulo (1816), por ejemplo, y la de Juan Díaz Porlier o "Revolución de Galicia” (1815), ambas concluidas con la ejecución de sus líderes, considerados héroes por sus redactores. También dedicó una serie en su sección de "Constitución" para comentar los primeros artículos de la Constitución de 1812, compuesta por Félix Megía, y dedicó en "Variedades" algunas páginas a la crítica literaria atacando el teatro popular y recomendando un teatro neoclásico patriótico o moral.